# 蘇原寺島町
蘇原寺島町（そはらてらじまちょう）は、岐阜県各務原市の地名。現行行政町名は蘇原寺島町一丁目、二丁目。

## 地理
各務原市の蘇原地区に属する。
町域の東部は蘇原古市場町、蘇原野口町、西部は蘇原島崎町、蘇原吉野町、南部は蘇原青雲町、北部は蘇原島崎町に接する。
地名は蘇原伊吹町の小字の寺島に因む。
道路
- 蘇原中央通り

## 歴史
1968年（昭和43年）8月31日、蘇原伊吹町の一部をもって蘇原寺島町が成立。

## 世帯数と人口
2024年（令和6年）10月1日現在の世帯数と人口は以下の通りである。
| 丁目             | 世帯数  | 人口  |
| ---------------- | ------- | ----- |
| 蘇原寺島町一丁目 | 115世帯 | 275人 |
| 蘇原寺島町二丁目 | 89世帯  | 235人 |
| 計               | 204世帯 | 510人 |

## 小・中学校の学区
市立小・中学校に通う場合、学区は以下の通りとなる。
| 番・番地等 | 小学校                   | 中学校               |
| ---------- | ------------------------ | -------------------- |
| 全域       | 各務原市立蘇原第一小学校 | 各務原市立蘇原中学校 |

## 主な施設
- 山田寺
- 無染寺
  - 山田寺塔心礎
- 神明神社（通称：大神宮）

八坂神社の境外社
- 山田寺公園